# Mainero (Messico)
Mainero è una municipalità dello stato di Tamaulipas, nel Messico centrale, il cui capoluogo è Villa Mainero.
Conta 2.579 abitanti (2010) e ha una estensione di 386,76 km².
Il paese deve il suo nome al governatore Guadalupe Mainero.